# Tablilla de Salamina

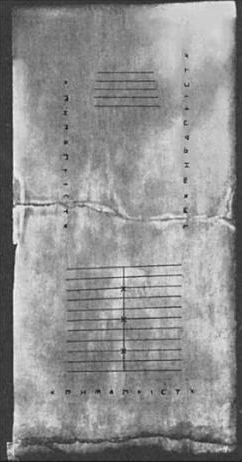
Fotografía de la Tablilla de Salamina, 1899. El original es de mármol y se encuentra en el Museo Nacional de Epigrafía, en Atenas.

La tablilla de Salamina es un tablero de contar de mármol fechado hacia el año 300 a. C. que fue descubierto en la isla de Salamina en 1846.  Es un precursor del ábaco, se cree que es un método usado en la Grecia Antigua para realizar cálculos matemáticos muy utilizado en la antigüedad.  Se ubicaban guijarros (calculi) en diversas posiciones y se les desplazaba al ir realizando operaciones matemáticas.  La tablilla de mármol mide unos 150 × 75 × 4.5 cm.

## Descubrimiento
Originalmente se pensó que era un tablero de un juego, en la actualidad el trozo de mármol se encuentra expuesto en el Museo Epigráfico de Atenas.

## Descripción
Aparecen cinco grupos de marcas en la tablilla. Los tres conjuntos de símbolos griegos dispuestos a lo largo de los bordes izquierdo, derecho e inferior de la tablilla son números del sistema acrofónico. En el centro de la tablilla hay; un conjunto de cinco líneas paralelas divididas igualmente por una línea vertical, rematadas con un semicírculo en la intersección de la línea horizontal más inferior y la línea vertical única. Debajo de una amplia grieta horizontal hay otro grupo de once líneas paralelas. Estas están divididos en dos secciones por una línea perpendicular a ellas pero con el semicírculo en la parte superior de la intersección; la tercera, sexta y novena de estas líneas están marcadas con una cruz donde se cruzan con la línea vertical.

## Representaciones numéricas
Al igual que con un ábaco, los guijarros representan números pequeños (generalmente entre cero y cuatro) y un sistema de líneas sirve para agruparlos por potencias de diez. Un guijarro entre las líneas representa la mitad del valor de un guijarro en la línea superior. Entonces, un guijarro en la primera línea representa un 1; encima de la primera línea hay un 5; la segunda línea es 10; por encima de la segunda línea es 50; etc.
La línea vertical divide las porciones positivas y negativas de la Tablilla de Salamina. Los guijarros del lado derecho de la línea vertical representan dígitos positivos y los del lado izquierdo de la línea representan dígitos negativos.
Un número completo se compone de varios guijarros en líneas y espacios, tanto en el lado positivo como en el negativo. Por ejemplo, el número 4 podría representarse como un guijarro sobre el lado derecho de la primera línea más un guijarro en el lado izquierdo de la primera línea; el guijarro del lado derecho se encuentra entre la primera y la segunda línea, por lo que cuenta como +5, mientras que el guijarro del lado izquierdo de la primera línea representa un &menos;1, por lo que los dos guijarros juntos representan +4. Asimismo, el número 90 podría representarse como un guijarro en el lado derecho de la tercera línea más un guijarro en el lado izquierdo de la segunda línea. Esta forma de representar enteros corresponde a la construcción de la teoría de conjuntos (o fundamental) de los enteros como pares ordenados de números naturales. (Cf. ternario equilibrado.)

## Cálculos
En este tablero, se colocaban marcadores físicos (indicadores) en las distintas filas o columnas que representaban diferentes valores. Los indicadores no estaban conectados físicamente a la tablilla.
En la tablilla están representados los números griegos. Ya en el período de tiempo jónico los sistemas numéricos eran responsables del uso escrito, que se hizo necesario debido a la expansión de la actividad comercial.
Se desarrollaron dos sistemas numéricos diferentes, el antiguo sistema numérico ático o herodiano y el más moderno, el sistema milesio.
Los dos sistemas numéricos diferían en su uso: el ático servía predominantemente en el ámbito comercial para el ajuste de los datos de fondos y bienes, así como para la designación de las columnas en el ábaco. Para los cálculos escritos, el sistema de numeración ático era inadecuado. El sistema numérico milesiano, con el que se asignan igualmente números a las letras del alfabeto, era más adecuado para las matemáticas científicas. Por ejemplo, Arquímedes y Diofanto utilizaron el sistema milesiano.
El escritor griego Heródoto (485 & ndash; 425 aC) informa en sus viajes por Egipto que los egipcios calculaban de derecha a izquierda, contrario a la costumbre griega de izquierda a derecha. Esto puede referirse a desplazar los guijarros en la tablilla de conteo.